# Казакањано (Асколи Пичено)
Казакањано (итал. Casacagnano) насеље је у Италији у округу Асколи Пичено, региону Марке.
Према процени из 2011. у насељу је живело 38 становника. Насеље се налази на надморској висини од 305 м.